# Green Eggs and Ham
Green Eggs and Ham är en barnbok från 1960 av Dr. Seuss. En TV-special baserad på olika verk av Dr. Seuss inklusive Green Eggs and Ham sändes 1973 som Dr. Seuss on the Loose, och en animerad serie baserad på boken finns på Netflix. Budskapet i berättelsen är att våga testa nya saker, speciellt maträtter i detta fall.

## Handling
Sam-I-Am är en lustig filur som vill bjuda sin vän på gröna ägg och skinka. Men när hans vän inte vill smaka, blir Sam envis, och följer efter sin kompis och ställer frågor om vart han skulle äta dem; I ett hus? Med en mus? I mörkret? Eller på en båt? Men även detta kan inte övertyga Sams vän att vilja smaka. Hur kan någon säga nej till något utan att ens ha testat det?